# Limnomys bryophilus
Limnomys bryophilus är en gnagare i familjen råttdjur som förekommer i Filippinerna.
Individerna blir med svans 266 till 294 mm långa, svanslängden är 157 till 180 mm och vikten ligger vid 54 till 80 g. Arten har 30 till 34 mm långa bakfötter och 20 till 24 mm stora öron. Ovansidan är täckt av tjock och mjuk päls som har en gråbrun färg med gul skugga. På undersidan förekommer gråvit päls. Flera exemplar har en ljusbrun strimma vid halsen. Hos den andra arten i samma släkte är undersidan ännu ljusare.
Arten förekommer endemisk i bergstrakten Kitanglad på Mindanao. Den lever i fuktiga bergsskogar som ligger 2500 till 2800 meter över havet.
Råttdjuret är aktivt på natten och är allätare. Födan består bland annat av frön, frukter, daggmaskar och leddjur. Enligt de studier som finns har honor en kull per år med en eller två ungar. På honans undersida finns tre par spenar.
Utbredningsområdet är ett naturskyddsområde. IUCN listar Limnomys bryophilus som livskraftig (LC).